# Blanca Lewin
Blanca Lewin, Blanca Esperanza Lewin Gajardo de son nom complet, est une actrice chilienne, née à Santiago du Chili le 7 août 1974. 

## Biographie
Blanca Lewina fait ses études à l'Université pontificale catholique du Chili. Elle est connue notamment pour son rôle de Lola Padilla dans le feuilleton Lola, et a remporté plusieurs prix de meilleure actrice.

## Filmographie
- 2005 : En la cama
- 2010 : La Vie des poissons
- 2012 : Bombal : María Luisa Bombal

## Télévision

### Telenovelas
- 1999 : La fiera (TVN)
- 2000 : Romané (TVN)
- 2007-2008 : Lola (Canal 13)
- 2010 : Feroz (Canal 13)
- 2011 : Peleles (Canal 13)
- 2013-2014 : Secretos en el jardín (Canal 13)

### Séries
- 2012 : El Reemplazante (TVN) : Ana

## Théâtre
- 2008 : Las Tres Hermanas